# Moshe Katsav
Moshe Katsav (in ebraico משה קצב; in farsi موسی قصاب; Yazd, 5 dicembre 1945) è un politico iraniano naturalizzato israeliano.

## Biografia
Moshe Katsav emigrò in Israele con la sua famiglia nel 1951. Maggiore di otto figli, è cresciuto nella ma'abara di Kiryat Malakhi. Diplomatosi nella scuola agricola di Ben-Shemen a Tuvia, dopo il servizio militare nelle forze di difesa israeliane (IDF), ha conseguito una laurea in economia e in storia presso l'Università Ebraica di Gerusalemme.
Nominato presidente del "Young B'nai Brith" a Kiryat Malachi, ha scritto giornalmente per il quotidiano Yediot Aharonot. È stato presidente del consiglio degli studenti del Likud all'Università Ebraica e fu inizialmente eletto sindaco di Kiryat Malachi nel 1969 diventando in tal mondo il più giovane sindaco di Israele (aveva appena ventiquattro anni). È stato eletto primo cittadino di Kiryat Malakhi anche dal 1974 al 1981.

### Carriera politica
Moshe Katsav è diventato membro della Knesset nel 1977. Da quell'anno fino al 1981 è stato membro della commissione della Knesset per gli affari interni e l'ambiente e della commissione per la formazione e la cultura. Inoltre è stato presidente del gruppo della Knesset per le città sviluppate.
Katsav in seguito è stato ministro delegato per gli alloggi e le costruzioni (dal 1981 al 1984), Ministro del lavoro e degli affari sociali (dal 1984 al 1988) e Ministro dei trasporti (dal 1988 al 1992). Nella tredicesima Knesset (dal 1992 al 1996) è diventato capogruppo del Likud al Parlamento e membro del comitato centrale della Knesset e capo della lega parlamentare di amicizia Israele-Cina.
Moshe Katsav è stato ministro del turismo e primo ministro delegato dal giugno 1996 al luglio 1999. Inoltre è stato ministro incaricato degli affari arabo-israeliani. È stato rieletto alla quindicesima Knesset nel mese di maggio 1999. Sposato con cinque figli, il 1º agosto 2000, Moshe Katsav è stato eletto ottavo presidente dello Stato di Israele. Attualmente è al centro di una bufera politica dopo essere stato accusato dalla polizia di violenze sessuali, intercettazioni illegali e frodi: proprio a causa di ciò il 24 gennaio del 2007 ha deciso di autosospendersi dall'incarico di presidente. Il 13 giugno 2007 al suo posto è stato eletto presidente Shimon Peres.

### Incarcerazione
Nel marzo del 2009 Moshe Katsav viene accusato da Israele di ripetuti abusi sessuali e in un caso di stupro. Le accuse riguardano sia il periodo in cui era Ministro del Turismo (1988-1999), sia quando era presidente; decisiva fu la testimonianza di alcune sue collaboratrici. Nel dicembre 2010 viene riconosciuto colpevole. Nel marzo del 2011 il tribunale distrettuale di Tel Aviv lo condanna a 7 anni di carcere per stupro con la possibilità di ottenere una riduzione di pena pari a due anni sotto condizionale e pagamento di 100 000 Shekel (20 000 euro).
Nonostante abbia affermato di volter fare ricorso alla Corte Suprema, il 7 dicembre 2011 Katsav è arrivato nel carcere di Maasiyahu, a Ramla, per iniziare a scontare la sua condanna a sette anni. È stato rilasciato in condizioni restrittive il 21 dicembre 2016, dopo aver scontato cinque anni della sua pena.